# Чемпионат России по лёгкой атлетике 2022
Чемпионат России по лёгкой атлетике 2022 года прошёл 2—5 августа в Чебоксарах на Центральном стадионе «Олимпийский». В соревнованиях участвовали 789 спортсменов из 70 регионов страны. На протяжении четырёх дней были разыграны 44 комплекта медалей.
На протяжении 2022 года в различных городах были проведены чемпионаты России в отдельных дисциплинах лёгкой атлетики:
- 2 апреля — чемпионат России по марафону (Сочи)
- 9 апреля — чемпионат России по горному бегу (вверх) (Железноводск)
- 26—27 апреля — чемпионат России по кроссу (весна) (Суздаль)
- 14—15 мая — чемпионат России по бегу на 24 часа (Москва)
- 21—22 мая — чемпионат России по спортивной ходьбе (Чебоксары)
- 30 июля — чемпионат России по горному бегу (вверх-вниз) (Рыбинск)
- 13 августа — чемпионат России по трейлу (Отнурок)
- 28 августа — чемпионат России по полумарафону (Ярославль)
- 9—12 сентября — чемпионат России по эстафетному бегу (Адлер)
- 2 октября — чемпионат России по бегу на 100 км (Нижний Новгород)
- 15—16 октября — чемпионат России по кроссу (осень) (Оренбург)
- 23 октября — чемпионат России по горному бегу (длинная дистанция) (Красная Поляна)

## Призёры

### Мужчины
| Дисциплина                          | Золото                                                                                         | Золото             | Серебро                                                                               | Серебро            | Бронза                                                                               | Бронза             |
| ----------------------------------- | ---------------------------------------------------------------------------------------------- | ------------------ | ------------------------------------------------------------------------------------- | ------------------ | ------------------------------------------------------------------------------------ | ------------------ |
| 100 м (ветер: +0,2 м/с)             | Ярослав Ткалич Москва Смоленская область                                                       | 10,32              | Данила Тен Краснодарский край Амурская область                                        | 10,33              | Игорь Образцов Ульяновская область                                                   | 10,35              |
| 200 м (ветер: +0,5 м/с)             | Владислав Доронин Воронежская область Брянская область                                         | 20,86              | Александр Николаев Хабаровский край                                                   | 20,91              | Владислав Скулин Иркутская область                                                   | 21,06              |
| 400 м                               | Савелий Савлуков Краснодарский край Алтайский край                                             | 45,63              | Рудольф Верховых Свердловская область                                                 | 46,29              | Дмитрий Разумов Томская область                                                      | 46,41              |
| 800 м                               | Константин Толоконников Московская область                                                     | 1.45,86            | Константин Холмогоров Москва Пермский край                                            | 1.46,37            | Николай Вербицкий Московская область Бурятия                                         | 1.47,21            |
| 1500 м                              | Алексей Бутранов Московская область                                                            | 3.40,34            | Виктор Гуржий Приморский край                                                         | 3.40,93            | Константин Толоконников Московская область                                           | 3.40,99            |
| 5000 м                              | Владимир Никитин Москва Пермский край                                                          | 13.15,50           | Анатолий Рыбаков Кемеровская область                                                  | 13.16,63           | Евгений Кунц Москва                                                                  | 13.42,49           |
| 10 000 м                            | Анатолий Рыбаков Кемеровская область                                                           | 28.50,56           | Евгений Рыбаков Кемеровская область                                                   | 29.01,32           | Андрей Лейман Краснодарский край                                                     | 29.10,26           |
| 3000 м с препятствиями              | Максим Якушев Свердловская область                                                             | 8.21,95            | Эдуард Батыршин Башкортостан                                                          | 8.23,64            | Константин Плохотников Краснодарский край Хакасия                                    | 8.30,20            |
| 110 м с барьерами (ветер: +0,2 м/с) | Сергей Шубенков Московская область Алтайский край                                              | 13,38              | Олег Спиридонов Санкт-Петербург Калининградская область                               | 13,96              | Максим Лобков Волгоградская область                                                  | 14,12              |
| 400 м с барьерами                   | Владимир Лысенко Московская область Курская область                                            | 49,15              | Тимофей Чалый Красноярский край Московская область                                    | 49,36              | Фёдор Иванов Москва                                                                  | 49,49              |
| Прыжок в высоту                     | Илья Иванюк Брянская область Смоленская область                                                | 2,28 м             | Никита Курбанов Москва                                                                | 2,28 м             | Ярослав Кутковой Краснодарский край                                                  | 2,19 м             |
| Прыжок с шестом                     | Тимур Моргунов Челябинская область Московская область                                          | 5,70 м             | Дмитрий Качанов Москва                                                                | 5,65 м             | Михаил Шмыков Иркутская область                                                      | 5,60 м             |
| Прыжок в длину                      | Александр Меньков Красноярский край Мордовия                                                   | 7,77 м (0,0 м/с)   | Данил Чечела Московская область Красноярский край                                     | 7,77 м (0,0 м/с)   | Артём Примак Краснодарский край Хабаровский край                                     | 7,74 м (0,0 м/с)   |
| Тройной прыжок                      | Антон Бульдов Москва                                                                           | 16,42 м (+1,4 м/с) | Виталий Павлов Москва                                                                 | 16,39 м (+0,9 м/с) | Алексей Фёдоров Московская область Смоленская область                                | 16,21 м (+1,2 м/с) |
| Толкание ядра                       | Максим Афонин Москва Московская область                                                        | 20,63 м            | Александр Лесной Краснодарский край Пермский край                                     | 20,12 м            | Константин Лядусов Москва Ростовская область                                         | 19,93 м            |
| Метание диска                       | Глеб Сидорченко Москва Нижегородская область                                                   | 59,40 м            | Александр Добренький Московская область Кабардино-Балкария                            | 58,95 м            | Семён Бородаев Ставропольский край                                                   | 58,47 м            |
| Метание молота                      | Валерий Пронкин Москва Нижегородская область                                                   | 77,37 м            | Андрей Романов Московская область                                                     | 75,35 м            | Илья Терентьев Краснодарский край                                                    | 74,36 м            |
| Метание копья                       | Борис Бездольный Краснодарский край                                                            | 81,77 м            | Владислав Панасенков Московская область Смоленская область                            | 79,54 м            | Дмитрий Тарабин Краснодарский край Московская область                                | 76,75 м            |
| Десятиборье                         | Илья Шкуренёв Волгоградская область Московская область                                         | 8165 очков         | Артём Макаренко Москва Красноярский край                                              | 8077 очков         | Александр Комаров Краснодарский край Смоленская область                              | 7829 очков         |
| Ходьба на 10 000 м                  | Василий Мизинов Челябинская область                                                            | 38.14,24           | Антон Курбатов Мордовия                                                               | 38.33,10           | Сергей Кожевников Мордовия                                                           | 39.14,44           |
| Эстафета 4×100 м                    | Краснодарский край · Дмитрий Хомутов · Данила Тен · Руслан Перестюк · Дмитрий Тимков           | 39,60              | Ульяновская область · Игорь Образцов · Алексей Юфимов · Артём Федотов · Ильфат Садеев | 40,18              | Москва · Егор Грязнов · Василий Касторных · Вячеслав Колесниченко · Ярослав Ткалич   | 40,28              |
| Эстафета 4×400 м                    | Краснодарский край · Артём Распутин · Данил Перемётов · Александр Масютенко · Савелий Савлуков | 3.05,42            | Москва · Дмитрий Ефимов · Алексей Серов · Никита Евсеенков · Артём Арасланов          | 3.07,78            | Санкт-Петербург · Максим Рафилович · Даниил Песков · Михаил Филатов · Кирилл Колесов | 3.08,04            |

### Женщины
| Дисциплина                          | Золото                                                                                    | Золото             | Серебро                                                                                           | Серебро            | Бронза                                                                                          | Бронза             |
| ----------------------------------- | ----------------------------------------------------------------------------------------- | ------------------ | ------------------------------------------------------------------------------------------------- | ------------------ | ----------------------------------------------------------------------------------------------- | ------------------ |
| 100 м (ветер: +0,1 м/с)             | Кристина Макаренко Москва Красноярский край                                               | 11,32              | Кристина Хорошева Пензенская область Тульская область                                             | 11,63              | Марина Максимова Нижегородская область                                                          | 11,66              |
| 200 м (ветер: +0,7 м/с)             | Виктория Максимова Чувашия Нижегородская область                                          | 23,13              | Анастасия Романова Санкт-Петербург                                                                | 23,24              | Наталья Комбарова Челябинская область                                                           | 23,25              |
| 400 м                               | Полина Миллер Краснодарский край Алтайский край                                           | 51,29              | Екатерина Реньжина Москва Тульская область                                                        | 51,53              | Екатерина Иванова Иркутская область                                                             | 51,96              |
| 800 м                               | Александра Гуляева Москва Ивановская область                                              | 2.02,30            | Ольга Родиошкина Иркутская область                                                                | 2.02,39            | Яна Перепелица Краснодарский край                                                               | 2.02,79            |
| 1500 м                              | Светлана Аплачкина Воронежская область                                                    | 4.09,14            | Александра Гуляева Москва Ивановская область                                                      | 4.09,18            | Ольга Вовк Ростовская область                                                                   | 4.09,60            |
| 5000 м                              | Светлана Аплачкина Воронежская область                                                    | 15.25,75           | Любовь Павленко Санкт-Петербург Тамбовская область                                                | 15.27,97           | Валерия Жандарова Ставропольский край                                                           | 15.32,02           |
| 10 000 м                            | Елена Коробкина Москва Липецкая область                                                   | 33.20,21           | Алла Сидорова Татарстан                                                                           | 33.21,87           | Наталья Леонтьева Москва                                                                        | 33.22,56           |
| 3000 м с препятствиями              | Ольга Вовк Ростовская область                                                             | 9.09,29            | Екатерина Ивонина Московская область Пермский край                                                | 9.11,39            | Анна Тропина Свердловская область                                                               | 9.53,98            |
| 100 м с барьерами (ветер: +0,3 м/с) | Ирина Болдырева Московская область                                                        | 13,22              | Дарья Осипова Санкт-Петербург                                                                     | 13,38              | Виктория Погребняк Томская область Алтайский край                                               | 13,46              |
| 100 м с барьерами (ветер: +0,3 м/с) | Ирина Болдырева Московская область                                                        | 13,22              | Дарья Осипова Санкт-Петербург                                                                     | 13,38              | Елена Тимакова Московская область                                                               | 13,46              |
| 400 м с барьерами                   | Ирина Баулина Воронежская область                                                         | 56,32              | Эмилия Тангара Воронежская область                                                                | 56,85              | Мария Тарабанская Московская область                                                            | 56,98              |
| Прыжок в высоту                     | Мария Ласицкене Московская область Кабардино-Балкария                                     | 2,00 м             | Наталья Спиридонова Москва Псковская область                                                      | 1,91 м             | Мария Кочанова Санкт-Петербург                                                                  | 1,91 м             |
| Прыжок с шестом                     | Анжелика Сидорова Москва                                                                  | 4,91 м             | Полина Кнороз Москва                                                                              | 4,65 м             | Елизавета Бондаренко Краснодарский край                                                         | 4,45 м             |
| Прыжок в длину                      | Елена Соколова Москва Белгородская область                                                | 6,54 м (+0,1 м/с)  | Полина Лукьяненкова Краснодарский край                                                            | 6,50 м (+0,1 м/с)  | Екатерина Левицкая Краснодарский край                                                           | 6,43 м (0,0 м/с)   |
| Тройной прыжок                      | Екатерина Конева Краснодарский край Хабаровский край                                      | 14,41 м (+0,6 м/с) | Дарья Нидбайкина Москва Брянская область                                                          | 13,97 м (+1,1 м/с) | Анастасия Матвеева Волгоградская область                                                        | 13,34 м (+0,7 м/с) |
| Толкание ядра                       | Снежана Трофимец Москва                                                                   | 17,95 м            | Наталья Тронева Краснодарский край                                                                | 17,22 м            | Анна Авдеева Самарская область                                                                  | 16,60 м            |
| Метание диска                       | Виолетта Игнатьева Краснодарский край                                                     | 58,26 м            | Юлия Мальцева Владимирская область ХМАО—Югра                                                      | 57,01 м            | Юлия Савинова Москва Нижегородская область                                                      | 55,19 м            |
| Метание молота                      | Софья Палкина Московская область Самарская область                                        | 70,67 м            | Елизавета Царёва Московская область                                                               | 69,07 м            | Анастасия Шкуратова Московская область                                                          | 63,79 м            |
| Метание копья                       | Вера Маркарян Москва Крым                                                                 | 58,31 м            | Виктория Червякова Краснодарский край Костромская область                                         | 55,75 м            | Майя Богатырёва Санкт-Петербург                                                                 | 55,51 м            |
| Семиборье                           | Елена Ермолина Краснодарский край Адыгея                                                  | 5667 очков         | Юлия Сохацкая Татарстан                                                                           | 5611 очков         | Елизавета Каменец Краснодарский край Белгородская область                                       | 5415 очков         |
| Ходьба на 10 000 м                  | Рейхан Каграманова Мордовия Кемеровская область                                           | 42.42,81           | Эльвира Чепарёва Мордовия                                                                         | 43.08,91           | Надежда Сергеева Московская область                                                             | 43.40,45           |
| Эстафета 4×100 м                    | Краснодарский край · Виктория Зелих · Наталья Погребняк · Олеся Солдатова · Полина Миллер | 45,19              | Санкт-Петербург · Екатерина Галицкая · Анастасия Романова · Алиса Иванова · Анастасия Григорьева  | 45,45              | Челябинская область · Валерия Щербинина · Дарья Муранова · Елена Анциферова · Наталья Комбарова | 45,88              |
| Эстафета 4×400 м                    | Москва · Екатерина Вахрушева · Светлана Кузнецова · Дарья Тихонова · Екатерина Реньжина   | 3.30,06            | Московская область · Вероника Архипова · Екатерина Федяева · Ксения Коротченко · Юлия Спиридонова | 3.30,76            | Иркутская область · Ирина Гущенец · Кристина Вершинина · Ольга Родиошкина · Екатерина Иванова   | 3.34,69            |

1. 1 2 3 4  Результат Екатерины Строковой (59,56 м, 1 место) в метании диска был аннулирован в связи с нарушением антидопинговых правил (по результатам анализа данных Московской антидопинговой лаборатории)'"`UNIQ--ref-00000003-QINU`"'

## Чемпионат России по марафону
Чемпионат России по марафону 2022 года состоялся 2 апреля в Сочи. Соревнования проходили на гоночной трассе «Сочи Автодром». На старт вышли 65 бегунов (36 мужчин и 29 женщин) из 35 регионов России. Спортсмены преодолевали 7 кругов по 5612,96 м и финишную петлю длиной 2900,19 м. Соревнования прошли при тёплой погоде (около +20 градусов) с сильным ветром.
Действующие чемпионы не защищали свои титулы. Андрей Лейман сознательно пропускал старт в Сочи, а Сардана Трофимова с ноября 2021 года находилась в процессе получения гражданства Кыргызстана и перехода в сборную этой страны.
Во главе мужского забега первую половину дистанции находилась группа из 10 человек. После отметки полумарафона попытку одиночного отрыва предпринял Руслан Хорошилов. Она оказалась успешной, несмотря на попытки Степана Киселёва и Николая Чавкина догнать лидера. Долгое время отрыв был относительно небольшим, около 20 секунд, но на заключительных 10 км Хорошилов смог его увеличить почти до минуты. На финише он показал время 2:13.40 — новый личный рекорд. Победа в Сочи стала первым крупным успехом на шоссе для Хорошилова, 5-кратного чемпиона России в горном беге. Киселёв и Чавкин, как и на предыдущем чемпионате, заняли второе и третье места соответственно.
Среди женщин чемпионский титул перешёл к Алине Прокопьевой. Начиная с 2016 года, она пять раз поднималась на пьедестал национального первенства, но ни разу не становилась сильнейшей, завоевав три серебряные медали (2016, 2017, 2018) и две бронзовые (2019, 2021). До 35-го км Прокопьева возглавляла забег вместе с Людмилой Лебедевой, но на заключительном круге оторвалась и обеспечила себе комфортный финиш. Итоговое преимущество составило 33 секунды.

### Мужчины
| Дисциплина | Золото                                | Золото  | Серебро                  | Серебро | Бронза                | Бронза  |
| ---------- | ------------------------------------- | ------- | ------------------------ | ------- | --------------------- | ------- |
| Марафон    | Руслан Хорошилов Белгородская область | 2:13.40 | Степан Киселёв Татарстан | 2:14.36 | Николай Чавкин Москва | 2:15.22 |

### Женщины
| Дисциплина | Золото                              | Золото  | Серебро                          | Серебро | Бронза                             | Бронза  |
| ---------- | ----------------------------------- | ------- | -------------------------------- | ------- | ---------------------------------- | ------- |
| Марафон    | Алина Прокопьева Московская область | 2:32.38 | Людмила Лебедева Москва Марий Эл | 2:33.11 | Евдокия Букина Челябинская область | 2:36.12 |

## Чемпионат России по горному бегу (вверх)
XXII чемпионат России по горному бегу (вверх) состоялся 9 апреля 2022 года в Железноводске (Ставропольский край). Участники выявляли сильнейших на трассе, проложенной на склоне горы Бештау. На старт вышли 99 участников (65 мужчин и 34 женщины) из 29 регионов страны. Надежда Лещинская стала 10-кратной чемпионкой России в горном беге: на трассе с профилем «вверх» она первенствовала 4 раза, ещё 2 титула завоевала в беге «вверх-вниз» и 4 — в горном беге на длинную дистанцию.

### Мужчины
| Дисциплина                           | Золото                                 | Золото | Серебро                | Серебро | Бронза                       | Бронза |
| ------------------------------------ | -------------------------------------- | ------ | ---------------------- | ------- | ---------------------------- | ------ |
| 7,35 км перепад высот: +888 м −103 м | Александр Антонов Свердловская область | 41.59  | Денис Чертыков Хакасия | 42.06   | Максим Тимофеев Башкортостан | 42.09  |

### Женщины
| Дисциплина                           | Золото                              | Золото | Серебро                 | Серебро | Бронза                                   | Бронза |
| ------------------------------------ | ----------------------------------- | ------ | ----------------------- | ------- | ---------------------------------------- | ------ |
| 7,35 км перепад высот: +888 м −103 м | Надежда Лещинская Самарская область | 49.49  | Виолетта Малышёнок Крым | 51.07   | Александра Афанасова Воронежская область | 51.24  |

## Чемпионат России по кроссу (весна)
Весенний чемпионат России по кроссу 2022 года состоялся 26—27 апреля в городе Суздаль (Владимирская область). В четырёх забегах приняли участие 58 бегунов (34 мужчины и 24 женщины) из 27 регионов России. Трасса длиной 1 км была проложена на территории гостиничного комплекса «Суздаль». Соревнования прошли в ветреную погоду. Эдуард Батыршин и Анна Петрова защитили чемпионские титулы на длинных дистанциях (8 км у мужчин и 5 км у женщин).

### Мужчины
| Дисциплина | Золото                                            | Золото | Серебро                           | Серебро | Бронза                            | Бронза |
| ---------- | ------------------------------------------------- | ------ | --------------------------------- | ------- | --------------------------------- | ------ |
| Кросс 3 км | Константин Плохотников Краснодарский край Хакасия | 8.27   | Алексей Попов Воронежская область | 8.32    | Николай Горин Мордовия            | 8.34   |
| Кросс 8 км | Эдуард Батыршин Башкортостан                      | 23.37  | Андрей Лейман Краснодарский край  | 23.45   | Александр Яремчук Санкт-Петербург | 24.03  |

### Женщины
| Дисциплина | Золото                                           | Золото | Серебро                           | Серебро | Бронза                        | Бронза |
| ---------- | ------------------------------------------------ | ------ | --------------------------------- | ------- | ----------------------------- | ------ |
| Кросс 3 км | Светлана Аплачкина Воронежская область           | 9.51   | Анна Тропина Свердловская область | 9.52    | Ксения Зырянова Пермский край | 9.53   |
| Кросс 5 км | Анна Петрова Санкт-Петербург Вологодская область | 16.47  | Альбина Гадельшина Башкортостан   | 16.55   | Наталья Леонтьева Москва      | 16.58  |

## Чемпионат России по бегу на 24 часа
Чемпионат России по бегу на 24 часа прошёл 14—15 мая 2022 года на стадионе «Искра» в Москве в рамках XXXI сверхмарафона «Сутки бегом». На старт вышли 73 легкоатлета из 33 регионов России (56 мужчин и 17 женщин).
В женском забеге никто не смог конкурировать с действующей чемпионкой Александрой Овсянниковой. В течение первых 6 часов компанию ей составляла Надежда Шиханова, но в дальнейшем отрыв между ними только увеличивался почти до самого финиша. Овсянникова на протяжении 22 часов опережала график собственного рекорда России (252 511 м), установленного годом ранее. Однако ближе к финишу она начала терять заработанное преимущество, а начавшийся за 2 часа до финиша 30-минутный ливень с градом стал непреодолимым препятствием на пути к достижению. Победный результат 241 310 м, тем не менее, всё равно оказался одним из самых быстрых в истории чемпионатов России.
У мужчин, как и на прошлом чемпионате, лидерство со старта захватил Артём Сыстеров. В погоне за высоким результатом в первые часы он даже превышал график мирового рекорда (309 399 м). К середине дистанции он сохранял темп на рекорд России (282 282 м), пробежав за 12 часов 152 000 м. Годом ранее он преодолел к этому моменту даже больше, 152 800 м, после чего сошёл после 19 часов. В этот раз Сыстеров продержался дольше, но вновь не смог закончить полные сутки. Несмотря на лидерство, он остановился на 21-м часу, сразу после того, как пробежал 250 км (этого результата хватило для 10-го места). Намного лучше по дистанции распределили силы его преследователи. Неудача Сыстерова не помешала чемпионату России 2022 года стать сильнейшим в истории. Новым чемпионом страны стал Максим Положенцев. Даже несмотря на небольшой спад на последних 2 часах бега, он показал результат 273 707 м, заняв с ним 4 место в списке сильнейших бегунов-суточников в истории России. Серебряный призёр Сергей Якимов оказался на 8 месте в этом рейтинге (267 616 м), бронзовый призёр Сергей Ткаченко — на 13-м (264 130 м). Впервые на чемпионатах России 7 бегунов пробежали больше 260 км, 10 бегунов — 250 км и более.

### Мужчины
| Дисциплина | Золото                               | Золото    | Серебро                            | Серебро   | Бронза                              | Бронза    |
| ---------- | ------------------------------------ | --------- | ---------------------------------- | --------- | ----------------------------------- | --------- |
| 24 часа    | Максим Положенцев Ростовская область | 273 707 м | Сергей Якимов Свердловская область | 267 616 м | Сергей Ткаченко Воронежская область | 264 130 м |

### Женщины
| Дисциплина | Золото                                     | Золото    | Серебро                            | Серебро   | Бронза                           | Бронза    |
| ---------- | ------------------------------------------ | --------- | ---------------------------------- | --------- | -------------------------------- | --------- |
| 24 часа    | Александра Овсянникова Челябинская область | 241 310 м | Надежда Шиханова Кировская область | 222 401 м | Татьяна Вешкина Амурская область | 218 998 м |

## Чемпионат России по спортивной ходьбе
Чемпионат России по спортивной ходьбе 2022 года прошёл 21—22 мая в Чебоксарах. Спортсмены соревновались на трассе, проложенной на Московской набережной реки Волги. На старт в четырёх дисциплинах вышли 32 легкоатлета (22 мужчины и 20 женщин) из 8 регионов страны. Соревнования прошли в холодную погоду (до +8 градусов) с небольшим дождём.
В 2022 году на чемпионате России состоялся дебют дистанции 35 км. По решению World Athletics, она заменила ходьбу на 50 км на всех основных международных соревнованиях. Аналогичные изменения приняла Всероссийская федерация лёгкой атлетики в отношении всероссийских стартов. Первой чемпионкой среди женщин стала Маргарита Никифорова, ушедшая в отрыв с самого старта. Отсутствие соперников не помешало ей показать высокий результат 2:38.49 — до рекорда России не хватило всего 25 секунд. Соревнования среди мужчин были более конкурентные, за победу боролись 8 человек. В ходе погони за лидером Александром Гариным трое из них получили по три предупреждения за технику ходьбы (что привело к 2-минутному штрафу), а вырвать победу смог 21-летний Сергей Кожевников, обогнавший Гарина на 19 секунд. Не менее упорной была борьба у мужчин на дистанции 20 км, где тройку призёров разделили 9 секунд, а чемпионом стал наиболее опытный Василий Мизинов.

### Мужчины
| Дисциплина      | Золото                              | Золото  | Серебро                           | Серебро | Бронза                   | Бронза  |
| --------------- | ----------------------------------- | ------- | --------------------------------- | ------- | ------------------------ | ------- |
| Ходьба на 20 км | Василий Мизинов Челябинская область | 1:18.41 | Антон Курбатов Мордовия           | 1:18.46 | Данила Мартынов Мордовия | 1:18.50 |
| Ходьба на 35 км | Сергей Кожевников Мордовия          | 2:27.29 | Александр Гарин Мордовия Удмуртия | 2:27.48 | Кирилл Фролов Москва     | 2:28.31 |

### Женщины
| Дисциплина      | Золото                                            | Золото  | Серебро                     | Серебро | Бронза                        | Бронза  |
| --------------- | ------------------------------------------------- | ------- | --------------------------- | ------- | ----------------------------- | ------- |
| Ходьба на 20 км | Рейхан Каграманова Мордовия Кемеровская область   | 1:27.35 | Клавдия Афанасьева Мордовия | 1:29.25 | Эльвира Чепарёва Мордовия     | 1:29.30 |
| Ходьба на 35 км | Маргарита Никифорова Мордовия Кемеровская область | 2:38.49 | Дарья Голубечкова Мордовия  | 2:49.49 | Юлия Турова Мордовия Удмуртия | 2:53.23 |

## Чемпионат России по горному бегу (вверх-вниз)
XXIV чемпионат России по горному бегу (вверх-вниз) состоялся 30 июля 2022 года в Рыбинске (Ярославская область). Круг с перепадом высот 175 метров был проложен на территории Центра лыжного спорта «Дёмино». На старт вышли 58 участников (38 мужчин и 20 женщин) из 17 регионов России.

### Мужчины
| Дисциплина                            | Золото                 | Золото | Серебро                         | Серебро | Бронза                     | Бронза |
| ------------------------------------- | ---------------------- | ------ | ------------------------------- | ------- | -------------------------- | ------ |
| 12,68 км перепад высот: +875 м −875 м | Денис Чертыков Хакасия | 50.27  | Михаил Максимов Санкт-Петербург | 51.09   | Андрей Петров Башкортостан | 51.41  |

### Женщины
| Дисциплина                           | Золото                  | Золото | Серебро                                | Серебро | Бронза                                 | Бронза |
| ------------------------------------ | ----------------------- | ------ | -------------------------------------- | ------- | -------------------------------------- | ------ |
| 7,65 км перепад высот: +525 м −525 м | Марина Ефремова Чувашия | 35.28  | Любовь Добровольская Самарская область | 35.35   | Екатерина Сергеева Ярославская область | 35.45  |

## Чемпионат России по трейлу
Чемпионат России по трейлу 2022 года состоялся 13 августа в деревне Отнурок (Башкортостан) в рамках горного марафона «Malidak Ultra Race». Участники преодолевали трассу длиной 41,6 км с набором высоты 1900 м. Для участия в чемпионате России заявились 33 бегуна (17 мужчин и 16 женщин) из 13 регионов страны. С учётом массового забега дистанцию 41,6 км преодолевал 321 человек.

### Мужчины
| Дисциплина    | Золото                                | Золото  | Серебро                   | Серебро | Бронза                        | Бронза  |
| ------------- | ------------------------------------- | ------- | ------------------------- | ------- | ----------------------------- | ------- |
| Трейл 41,6 км | Алексей Береснев Свердловская область | 3:50.57 | Алексей Бабушкин Удмуртия | 3:58.06 | Дмитрий Попов Томская область | 4:07.40 |

### Женщины
| Дисциплина    | Золото                             | Золото  | Серебро                      | Серебро | Бронза                               | Бронза  |
| ------------- | ---------------------------------- | ------- | ---------------------------- | ------- | ------------------------------------ | ------- |
| Трейл 41,6 км | Анастасия Козина Самарская область | 4:57.39 | Ульяна Шарикова Башкортостан | 4:59.18 | Светлана Попова Свердловская область | 5:01.15 |

## Чемпионат России по полумарафону
Чемпионат России по полумарафону 2022 года состоялся 28 августа в Ярославле в рамках IX Ярославского полумарафона «Золотое кольцо». Круговая трасса длиной 10,55 км была проложена по исторической части города. Старт и финиш забега находились в парке на Стрелке. На старт вышли 39 легкоатлетов из 23 регионов страны (18 мужчин и 21 женщина). Фёдор Шутов в третий раз выиграл чемпионат России по полумарафону. При этом результат победителя стал самым медленным за последние 17 лет (в 2005 году для титула хватило времени 1:06.38).

### Мужчины
| Дисциплина  | Золото                      | Золото  | Серебро                | Серебро | Бронза                                              | Бронза  |
| ----------- | --------------------------- | ------- | ---------------------- | ------- | --------------------------------------------------- | ------- |
| Полумарафон | Фёдор Шутов Москва Удмуртия | 1:06.32 | Дмитрий Неделин Москва | 1:06.49 | Александр Именин Тульская область Рязанская область | 1:06.54 |

### Женщины
| Дисциплина  | Золото                                   | Золото  | Серебро                  | Серебро | Бронза                             | Бронза  |
| ----------- | ---------------------------------------- | ------- | ------------------------ | ------- | ---------------------------------- | ------- |
| Полумарафон | Елизавета Погудо Калининградская область | 1:11.37 | Светлана Симакова Москва | 1:12.53 | Луиза Дмитриева Московская область | 1:13.49 |

## Чемпионат России по эстафетному бегу
Чемпионат России в неолимпийских дисциплинах эстафетного бега прошёл 9—12 сентября 2022 года в Адлере на стадионе спортивного комплекса «Юность». В соревнованиях участвовали 209 легкоатлетов из 19 регионов страны. Сборная Московской области (Тимофей Голоктионов, Константин Толоконников, Алексей Бутранов, Сергей Дубровский) побила рекорд России в мужской эстафете 4×1500 метров — 15.11,45. Предыдущее достижение команды Санкт-Петербурга, установленное в 2016 году, было улучшено на 1,06 с.

### Мужчины
| Дисциплина                   | Золото | Золото   | Серебро                                                                                       | Серебро  | Бронза                                                                                   | Бронза   |
| ---------------------------- | --- | -------- | --------------------------------------------------------------------------------------------- | -------- | ---------------------------------------------------------------------------------------- | -------- |
| Эстафета 4×200 м             | Ульяновская область · Алексей Юфимов · Игорь Образцов · Артём Федотов · Ильфат Садеев                      | 1.23,88  | Санкт-Петербург · Данил Росляков · Андрей Кухаренко · Кирилл Чернухин · Максим Рафилович      | 1.24,99  | Краснодарский край · Арсений Кипор · Илья Гончаренко · Артём Распутин · Евгений Чернов   | 1.25,54  |
| Эстафета 100+200+400+800 м   | Липецкая область · Денис Огарков · Василий Касторных · Даниил Некрасов · Игорь Ращупкин                    | 3.07,66  | Санкт-Петербург · Александр Святобог · Данил Росляков · Максим Рафилович · Егор Лимонов       | 3.08,75  | Ульяновская область · Игорь Образцов · Алексей Юфимов · Олег Никитин · Никита Егоров     | 3.09,51  |
| Эстафета 4×800 м             | Московская область · Ярослав Борзаковский · Алексей Бутранов · Сергей Дубровский · Константин Толоконников | 7.22,40  | Свердловская область · Александр Коврижных · Сергей Евдокимов · Алексей Ломакин · Семён Ионов | 7.25,50  | Санкт-Петербург · Евгений Тетера · Алексей Саввин · Михаил Бекяшев · Егор Лимонов        | 7.25,86  |
| Эстафета 4×1500 м            | Московская область · Тимофей Голоктионов · Константин Толоконников · Алексей Бутранов · Сергей Дубровский  | 15.11,45 | Санкт-Петербург · Григорий Корепин · Александр Куверин · Евгений Тетера · Егор Лимонов        | 15.24,77 | Забайкальский край · Антон Чипизубов · Андрей Попов · Максим Курбатов · Антон Магометов  | 15.32,30 |
| Эстафета 4×110 м с барьерами | Санкт-Петербург · Сергей Солодов · Лев Бикбулатов · Даниил Робертов · Олег Спиридонов                      | 57,90    | Нижегородская область · Даниил Шубин · Глеб Плотников · Владислав Князев · Анатолий Киселёв   | 58,78    | Кемеровская область · Андрей Хайлов · Антон Терещенко · Игорь Хамедов · Алексей Черкасов | 58,97    |

### Женщины
| Дисциплина                   | Золото                                                                                           | Золото   | Серебро                                                                                               | Серебро  | Бронза                                                                                        | Бронза   |
| ---------------------------- | ------------------------------------------------------------------------------------------------ | -------- | --- | -------- | --------------------------------------------------------------------------------------------- | -------- |
| Эстафета 4×200 м             | Курская область · Анастасия Проскурина · Кристина Манцурова · Елена Морозова · Екатерина Федяева | 1.35,38  | Иркутская область · Анна Шуткина · Кристина Вершинина · Марина Хекашвили · Екатерина Иванова          | 1.36,32  | Санкт-Петербург · Елизавета Алисова · Ольга Викторова · Екатерина Сагитова · Манижа Асоева    | 1.42,90  |
| Эстафета 100+200+400+800 м   | Иркутская область · Анна Шуткина · Марина Хекашвили · Кристина Вершинина · Екатерина Иванова     | 3.35,30  | Санкт-Петербург · Анастасия Григорьева · Анна Рубцова · Валерия Цаплина · Любовь Дубровская           | 3.36,18  | Санкт-Петербург · Ксения Пантюхина · Анастасия Романова · Елена Зуйкевич · Екатерина Рудакова | 3.38,85  |
| Эстафета 4×800 м             | Санкт-Петербург · Надежда Мосеева · Полина Горинцева · Мария Рухлядева · Екатерина Рудакова      | 8.46,88  | Башкортостан · Светлана Андрющенко · Аделина Нигматуллина · Алина Саитова · Алёна Самиева             | 8.55,00  | Калужская область · Анастасия Сычёва · Гульнара Кузина · Александра Левитина · Ирина Марачёва | 8.56,05  |
| Эстафета 4×1500 м            | Санкт-Петербург · Дарья Большакова · Полина Горинцева · Екатерина Рудакова · Любовь Дубровская   | 18.04,80 | Волгоградская область · Анастасия Федонина · Татьяна Дорохова · Анастасия Анфиногентова · Юлия Попова | 18.25,33 | Санкт-Петербург · Анжелика Шевченко · Наталья Захарова · София Шепелева · Елена Зонова        | 18.51,67 |
| Эстафета 4×100 м с барьерами | Санкт-Петербург · Екатерина Блёскина · Алина Бозюкова · Валерия Громова · Екатерина Галицкая     | 55,93    | Краснодарский край · Елизавета Сигарева · Елена Ермолина · Анастасия Нарижных · Валерия Склярова      | 59,01    | Крым · Виктория Соболева · Анастасия Дорохова · Виктория Евсеева · Марина Пириева             | 59,47    |

### Смешанная эстафета
| Дисциплина       | Золото                                                                                            | Золото  | Серебро                                                                                | Серебро | Бронза                                                                               | Бронза  |
| ---------------- | ------------------------------------------------------------------------------------------------- | ------- | -------------------------------------------------------------------------------------- | ------- | ------------------------------------------------------------------------------------ | ------- |
| Эстафета 4×400 м | Иркутская область · Денис Серазтдинов · Кристина Вершинина · Дмитрий Пасечник · Екатерина Иванова | 3.19,94 | Курская область · Никита Некрасов · Елена Морозова · Максим Федяев · Екатерина Федяева | 3.20,74 | Санкт-Петербург · Максим Рафилович · Анна Рубцова · Кирилл Колесов · Валерия Цаплина | 3.22,67 |

## Чемпионат России по бегу на 100 км
Чемпионат России по бегу на 100 километров 2022 года прошёл 2 октября в Нижнем Новгороде. Трасса была проложена на набережной гребного канала, длина одного круга составляла 1 км. На старт вышли 25 легкоатлетов из 10 регионов страны (19 мужчин и 6 женщин).

### Мужчины
| Дисциплина | Золото                         | Золото  | Серебро             | Серебро | Бронза                               | Бронза  |
| ---------- | ------------------------------ | ------- | ------------------- | ------- | ------------------------------------ | ------- |
| 100 км     | Николай Волков Санкт-Петербург | 6:29.27 | Иван Моторин Москва | 6:44.05 | Василий Корыткин Кемеровская область | 6:50.17 |

### Женщины
| Дисциплина | Золото                  | Золото  | Серебро                             | Серебро | Бронза                        | Бронза  |
| ---------- | ----------------------- | ------- | ----------------------------------- | ------- | ----------------------------- | ------- |
| 100 км     | Надежда Бут Саха−Якутия | 7:25.12 | Юлия Рыжанкова Белгородская область | 7:30.28 | Изабелла Борисова Саха−Якутия | 7:41.35 |

## Чемпионат России по кроссу
Осенний чемпионат России по кроссу прошёл в Оренбурге 15—16 октября 2022 года. В забегах приняли участие 39 спортсменов из 21 региона России (20 мужчин и 19 женщин).

### Мужчины
| Дисциплина  | Золото                       | Золото | Серебро                         | Серебро | Бронза                             | Бронза |
| ----------- | ---------------------------- | ------ | ------------------------------- | ------- | ---------------------------------- | ------ |
| Кросс 10 км | Егор Лимонов Санкт-Петербург | 34.08  | Антон Тингаев Самарская область | 34.13   | Максим Курбатов Забайкальский край | 34.15  |

### Женщины
| Дисциплина | Золото                              | Золото | Серебро                          | Серебро | Бронза              | Бронза |
| ---------- | ----------------------------------- | ------ | -------------------------------- | ------- | ------------------- | ------ |
| Кросс 6 км | Анна Викулова Новосибирская область | 22.19  | Елизавета Погудо Санкт-Петербург | 22.33   | Анна Ильина Чувашия | 22.42  |

## Чемпионат России по горному бегу (длинная дистанция)
XVI чемпионат России по длинному горному бегу состоялся 23 октября 2022 года в Красной Поляне (Краснодарский край). На старт вышли 53 участника (33 мужчины и 20 женщин) из 16 регионов России. Трасса была проложена на территории горнолыжного курорта «Роза Хутор». 21-летняя Анна Ильина стала самой молодой чемпионкой России в длинном горном беге. Её преимущество над Анастасией Рудной составило 15 секунд — наименьшее значение за всю историю чемпионата.

### Мужчины
| Дисциплина                             | Золото                            | Золото  | Серебро                               | Серебро | Бронза                  | Бронза  |
| -------------------------------------- | --------------------------------- | ------- | ------------------------------------- | ------- | ----------------------- | ------- |
| 28,5 км перепад высот: +1545 м −1545 м | Виктор Самойлов Самарская область | 2:17.26 | Руслан Алтынбаев Оренбургская область | 2:21.08 | Ренат Кашапов Татарстан | 2:22.52 |

### Женщины
| Дисциплина                             | Золото                      | Золото  | Серебро                          | Серебро | Бронза                          | Бронза  |
| -------------------------------------- | --------------------------- | ------- | -------------------------------- | ------- | ------------------------------- | ------- |
| 28,5 км перепад высот: +1545 м −1545 м | Анна Ильина Санкт-Петербург | 2:33.17 | Анастасия Рудная Санкт-Петербург | 2:33.32 | Луиза Дмитриева Санкт-Петербург | 2:34.12 |